# Ferdinand IV. Neapeljski
Ferdinand I., siciljski kralj, * 12. januar 1751, Neapelj  † 4. januar 1825, Neapelj
Od leta 1759 je pod imenom Ferdinand IV. nosil naslov kralja Neaplja in kralja Sicilje. Z neapeljskega prestola so ga odstavili dvakrat, prvič za šest mesecev s strani revolucionarne Partenopske republike leta 1799 in drugič leta 1805 s strani Napoleona Bonaparteja. Slednji je naslov leta 1815 tudi obnovil. Od leta 1816 je bil po zmagi v napoleonskih vojnah in po obnovitvi kraljestva kralj obeh Sicilij.